# Раймонд II де Бо (сеньор де Пюирикар)
Раймонд II де Бо (фр. Raymond I des Baux, ум. 1320) — сеньор де Пюирикар и д’Эгий с 1266.
Сын Бертрана II де Бо, сеньора де Мейрарг, и Алисы N.
Раймонд II совершенно погряз в долгах и большую часть своего правления провел в тяжбах с кредиторами. 1 марта 1287 архиепископ Экс-ан-Прованса, которому Раймонд задолжал более 5 тыс. ливров, приказал продать с аукциона за 2500 ливров юрисдикцию в сеньории Пюирикар. 31 мая 1288 он там поставил своего бальи, но Раймонд его прогнал. Тогда архиепископ отправился в Неаполь с жалобой на многочисленные преступления Раймонда, совершенные в 1285—1287. Позже, 23 декабря 1295 сенешаль Прованса должен был вмешаться, чтобы добиться от судей Арля отсрочки по выплатам долгов Раймонда различным еврейским ростовщикам и торговцам, которым тот не мог заплатить.
В июне 1298, затем в 1309 Раймонд приносил оммаж королю Неаполя, графу Прованса, за Эгий и прочие свои владения, кроме Пюирикара.

## Семья
Жена (1272): Эсташи Этандар (ум. 1312)
Дети:
- Бертран III, сеньор де Пюирикар
- Гильом Моне (ум. ок. 1335), сеньор де Пюирикар. Жена (ок. 1324): Беатриса д’Андюз
  - Раймонд III (ум. ок. 1352), сеньор де Пюирикар. Жена (ок. 1342) Блонда де Гриньян. Умер бездетным и с ним пресеклась ветвь де Мейрарг. Все свои владения он оставил Раймонду II де Бо, пятому графу Авеллино. 11 января 1352 его вдова Блонда де Гриньян принесла оммаж королеве Джованне и Людовику Тарентскому за замок Эгий.
  - Тассетта. Муж (ок. 1343): Жеро Адемар, сеньор де Монтей (ум. 1359)
  - Марта, монахиня в Экс-ан-Провансе
  - Беатриса, монахиня в Экс-ан-Провансе
  - Флоретта, монахиня в Экс-ан-Провансе
- Раймонд, каноник
- Элиза. Муж: 1) (ок. 1290) Эрменго де Сабран, граф ди Арьяно (ум. 1310); 2) (ок. 1312) Джованни Руффо ди Субиако
- Стефанетта (ум. ок. 1367). Муж: Раймонд I де Бо, граф д’Авеллино (ум. 1321)
- Леония. Муж: Раймонд д’Агу, сир де Со
- Алазасия, монахиня в Экс-ан-Провансе
- Тассетта, монахиня в Экс-ан-Провансе
- Маргарита. Муж: Жан Клиньет